# Gran Hotel Almería
El Gran Hotel Almería, localizado en la ciudad española de Almería, es un hotel de cuatro estrellas ubicado en el número 8 de la avenida Reina Regente (barrio de Nicolás Salmerón), junto a la Rambla de Belén y al Paseo de Almería y frente al puerto de Almería. Perteneció antes de quebrar a la cadena Vita Hoteliers, tras lo que pasó a manos del Banco Popular y posteriormente al Banco Santander. Actualmente está gestionado por la cadena hotelera Ohtels. 

## Historia
El edificio del Gran Hotel Almería fue empezado a construir el año 1965 en los terrenos donde se ubicaba la Terraza Apolo, que fueron cedidos a la sociedad Hotalsa de forma gratuita. El proyecto fue diseñado por el arquitecto Fernando Cassinello, siendo así el primer hotel de cuatro estrellas de la ciudad. Su construcción estuvo íntimamente ligada al auge del cine spaghetti western, género del cual se rodaron multitud de películas en el cercano desierto de Tabernas, lo cual exigía alojamiento para todo el personal desplazado hasta el lugar, incluyendo los mismos actores. Fue por ello que se hizo un gasto de importancia en la importación de materiales exóticos para su decoración, tales como pórfido canadiense o maderas de la Guinea Española.
En 1987, las propias instalaciones del hotel fueron usadas para el rodaje de la película Straight to Hell.
El 23 de diciembre de 2014 cerró sus puertas por primera vez junto al Hotel Embajador, según sus dirigentes, para acometer una reforma integral del edificio. Sin embargo, y debido al reconocido mal funcionamiento de la empresa propietaria del inmueble, se sospechó que este cierre pudiera ser indefinido, ya que el Hotel Embajador abrió dos años después. La versión oficial afirmó que el establecimiento podría volver a estar listo para el verano de 2015 tras una reforma, algo que nunca llegó a suceder.
El hotel se utilizó brevemente en octubre de 2016 para el rodaje de la serie británica Crossing the Border.
La cadena hotelera Ohtels, con sede en Salou, Tarragona, y que ya alberga otros hoteles en la provincia de Almería, fue elegida para gestionar el hotel una vez terminaron las obras de adaptación y restauración que se llevaron a cabo para su reapertura. El hotel puso en disposición algunas habitaciones a mediados de septiembre de 2018, siendo la reinauguración oficial tres meses después.
Los investigadores Miguel Centellas y José Francisco García-Sánchez han publicado un artículo titulado 'El Gran Hotel Almería de Fernando Cassinello: hito urbano y atalaya al Mediterráneo, 1968' en la revista VAD: Veredes, Arquitectura y Divulgación y publicado en diciembre de 2020.

## Huéspedes famosos
Entre los huéspedes más conocidos que se alojaron en el hotel se encuentran:

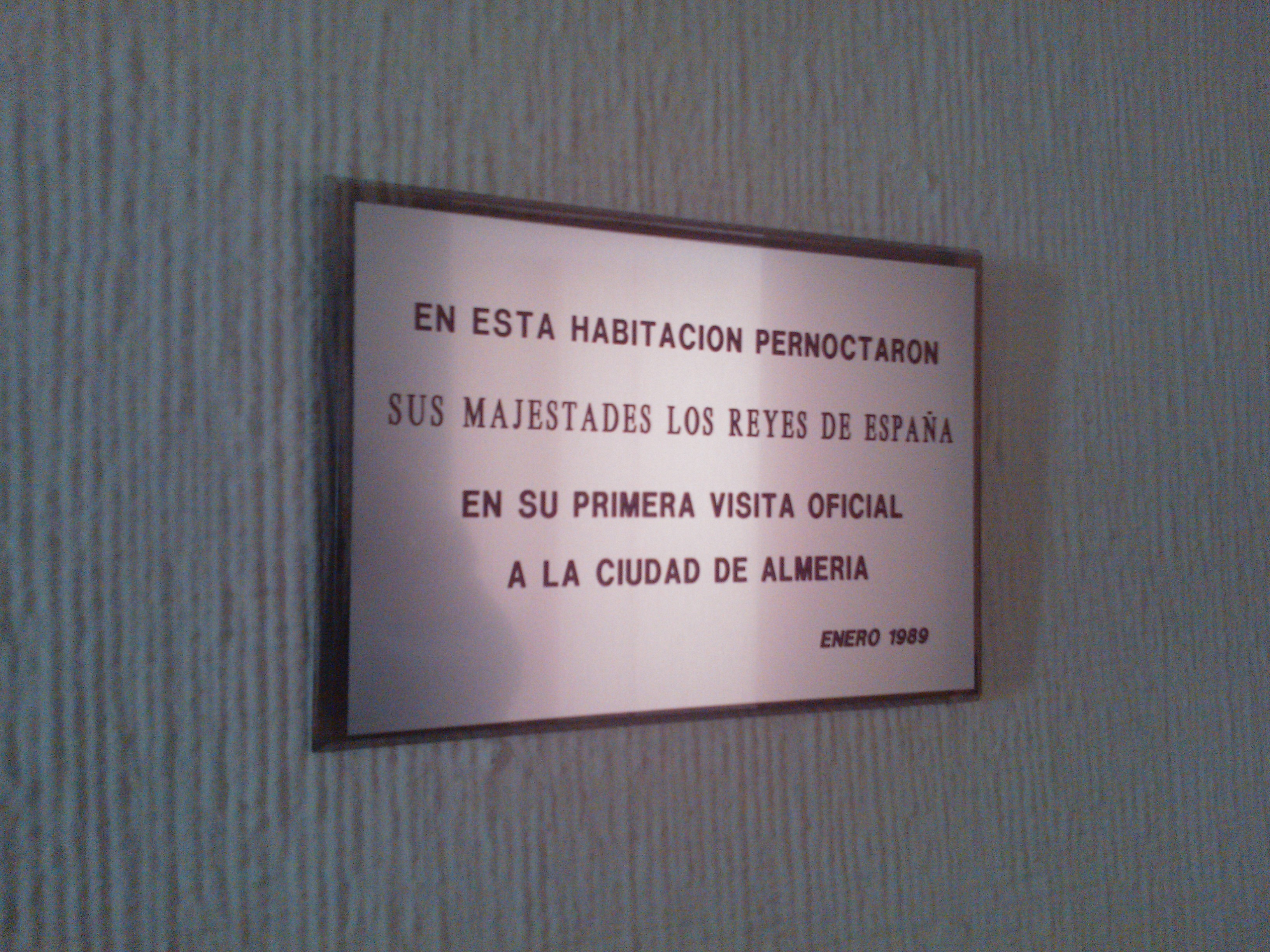
Placa en la suite en la que se alojaron SSMM los Reyes de España.

| Cine - Sergio Leone - Sean Connery - Steven Spielberg - Harrison Ford - Sofía Loren - Clint Eastwood - Lee Van Cleef - Brigitte Bardot - Raquel Welch - David Carradine - Fade Dunaway - Catherine Deneuve - Charles Bronson - Burt Lancaster | Política - SSMM Juan Carlos I de España y Sofía de Grecia - José María Aznar - José Luis Rodríguez Zapatero - Felipe González - Adolfo Suárez - Leopoldo Calvo-Sotelo | Música - Ringo Starr |

## Como escenario de cine y televisión
Las instalaciones del Gran Hotel Almería han servido como escenario para la película Straight to Hell, así como para las series de televisión The State y Crossing the Border. También se pueden ver sus exteriores en 800 balas.